# Gołdapa
Die Gołdapa, deutsch Goldap (prußisch galdape: „Fluss in der Mulde“), ist ein 89 km langer Fluss im Nordosten Polens, im ehemaligen Gebiet Ostpreußens. Sie entspringt an der Seesker Höhe südlich der Stadt Gołdap, durchfließt dann die Rominter Heide, bevor sie die nach ihr benannte Stadt Gołdap erreicht. Nördlich des Dorfes Budry (dt. Buddern) mündet die Gołdapa dann in die Angrapa (Angerapp), welche später in den Pregel übergeht.
Der Oberlauf wird heute „Jarka“ (bis 1945: Jarke) genannt, erst nach dem Durchfließen des Gołdap heißt der Fluss offiziell „Gołdapa“ (Goldap).